# Society for the Promotion of Roman Studies
Die Society for the Promotion of Roman Studies (auch: The Roman Society) ist eine britische Gesellschaft, die das Ziel hat, das Studium Roms und der Römischen Welt zu fördern. Dies umfasst Geschichte, Archäologie, Literatur und Kunstgeschichte Italiens und des Römischen Reiches. Hierbei werden der Zeitraum von der Urgeschichte Italiens bis zum Ende des 7. Jahrhunderts unserer Zeit berücksichtigt und alle Bereiche des Römischen Reiches abgedeckt.
Die Roman Society wurde 1910 als Schwesterorganisation der seit 1879 bestehenden Society for the Promotion of Hellenic Studies gegründet und hat ihren Sitz wie diese im Institute of Classical Studies der Universität London. Beide Gesellschaften teilen sich mit der Joint Library eine Bibliothek, die circa 128.000 Bücher, 660 Zeitschriften und 6.700 Dias zur Geschichte der griechischen und römischen Welt umfasst und zu den bedeutendsten Leihbibliotheken der Klassischen Altertumswissenschaften zählt. Institut und Bibliothek befinden sich im Senate House der Universität.
Die Gesellschaft fördert über verschiedene Initiativen die Beschäftigung mit der Römischen Welt. Wichtigstes Mittel ist hierbei die Herausgabe wissenschaftlicher Zeitschriften und Monographien. Seit 1911 erscheint jährlich The Journal of Roman Studies, seit 1970 die auf die Archäologie des römischen Britannien spezialisierte Zeitschrift Britannia. Beide Zeitschriften werden seit 1981 durch monographische Reihen ergänzt – die Journal of Roman Studies Monographs und die Britannia Monographs.
Darüber hinaus veranstaltet die Roman Society Lesungen und Vorträge, Exkursionen zu Fundorten und Museen und lädt alle zwei Jahre zur Roman Archaeology Conference. Sie unterstützt Schulen finanziell bei der Unterrichtsgestaltung zu Themen der Römischen Welt, richtet Sommerakademien aus und vergibt Preise für herausragende Bachelorarbeiten. Des Weiteren fördert sie Ausgrabungen, unter anderem auch durch Stipendien für Oberstufenschüler.
Die Mitglieder der Roman Society kommen aus den unterschiedlichsten gesellschaftlichen Bereichen und aus über vierzig Ländern. Derzeitiger Präsident ist Andrew Burnett. Zu den Ehrenmitgliedern zählen unter vielen anderen Werner Eck, Emilio Gabba, Anthony T. Grafton, Erich S. Gruen, Paul Zanker.